# Gerhard Berthold
Gerhard Berthold (Schneeberg, 12 marzo 1891 – Juchnov, 14 aprile 1942) è stato un generale tedesco della Wehrmacht durante la seconda guerra mondiale.

## Biografia
Berthold entrò a far parte dell'esercito imperiale tedesco dal 1º aprile 1910 come volontario per un anno nel 106º reggimento di fanteria, ma venne respinto al termine del suo servizio militare. Con lo scoppio della prima guerra mondiale, come sergente, Berthold prese parte insieme al 102º reggimento di fanteria ai combattimenti sul fronte occidentale. Il 5 marzo 1915 venne assunto definitivamente nell'esercito e alla fine del conflitto raggiunse il grado di tenente.
Dopo la fine della guerra, trasferito al Reichswehr, Berthold inizialmente prestò servizio nel 24º reggimento di fanteria, poi nel 10° ed infine all'11° dal 1º ottobre 1921, lavorando nella 12ª compagnia di stanza a Lipsia. Il 1º dicembre 1926, Berthold venne promosso capitano ed entrò a far parte dello staff della 1ª divisione dal 1º febbraio 1927 al 28 febbraio 1929. Prestò servizio quindi come comandante di compagnia del 10º reggimento di fanteria per un anno e poi venne trasferito al ministero della difesa a Berlino. Dal 1º maggio 1932 al 30 giugno 1935 fu comandante di una compagnia del 10º reggimento di fanteria ove venne promosso maggiore dal 1º aprile 1933. Il 1º luglio 1935 venne trasferito allo stato maggiore dell'esercito e tre mesi dopo venne promosso tenente colonnello. Dal 1º ottobre 1937, Berthold venne spostato allo stato maggiore dell'VIII corpo d'armata a Breslavia e dal 1º marzo 1938 venne promosso colonnello.
Durante la seconda guerra mondiale divenne comandante dell'82º reggimento di fanteria nella campagna per la conquista della Polonia e dal dicembre del 1939 a metà agosto del 1941 fu comandante del 17º reggimento di fanteria nella campagna sul fronte occidentale. Venne successivamente incaricato di guidare la 31ª divisione di fanteria con la quale fu impiegato sul fronte orientale dal 1º settembre 1941, venendo promosso maggiore generale. Dal 20 gennaio al 19 febbraio 1942 fu alla guida del XXXXIII. Armee Korps e poi di nuovo comandante della 31ª divisione di fanteria.
Morì nell'aprile del 1942 nel corso della battaglia di Saizewa-Gora presso Juchnov. Venne promosso postumo al rango di tenente generale il 10 giugno 1943 con effetto dal 1º aprile 1942.